# 瞻榆縣
瞻榆縣，中國舊縣名，今為吉林省通榆县的一部分。

## 历史
清末设醴泉县（今突泉县），属奉天省洮昌道。1915年批准把醴泉县的二、四、五区划出，于六家镇设置开化县。1916年10月县府移驻开化镇（今瞻榆镇）。1917年因与云南省开化县重名，改为瞻榆县。
1934年12月划归龙江省管辖。1946年1月，划归吉江行政区。1946年3月，划归嫩南行政区；1946年5月，归嫩江省；1946年6月，归辽吉行政区。
1947年1月，归遼北省。1948年7月，归嫩江省管辖。1949年5月归黑龙江省管辖。1954年9月15日，归吉林省白城专区。1958年11月21日，国务院批准瞻榆县与开通县合并改为通榆县。